# 그리스 국립극장

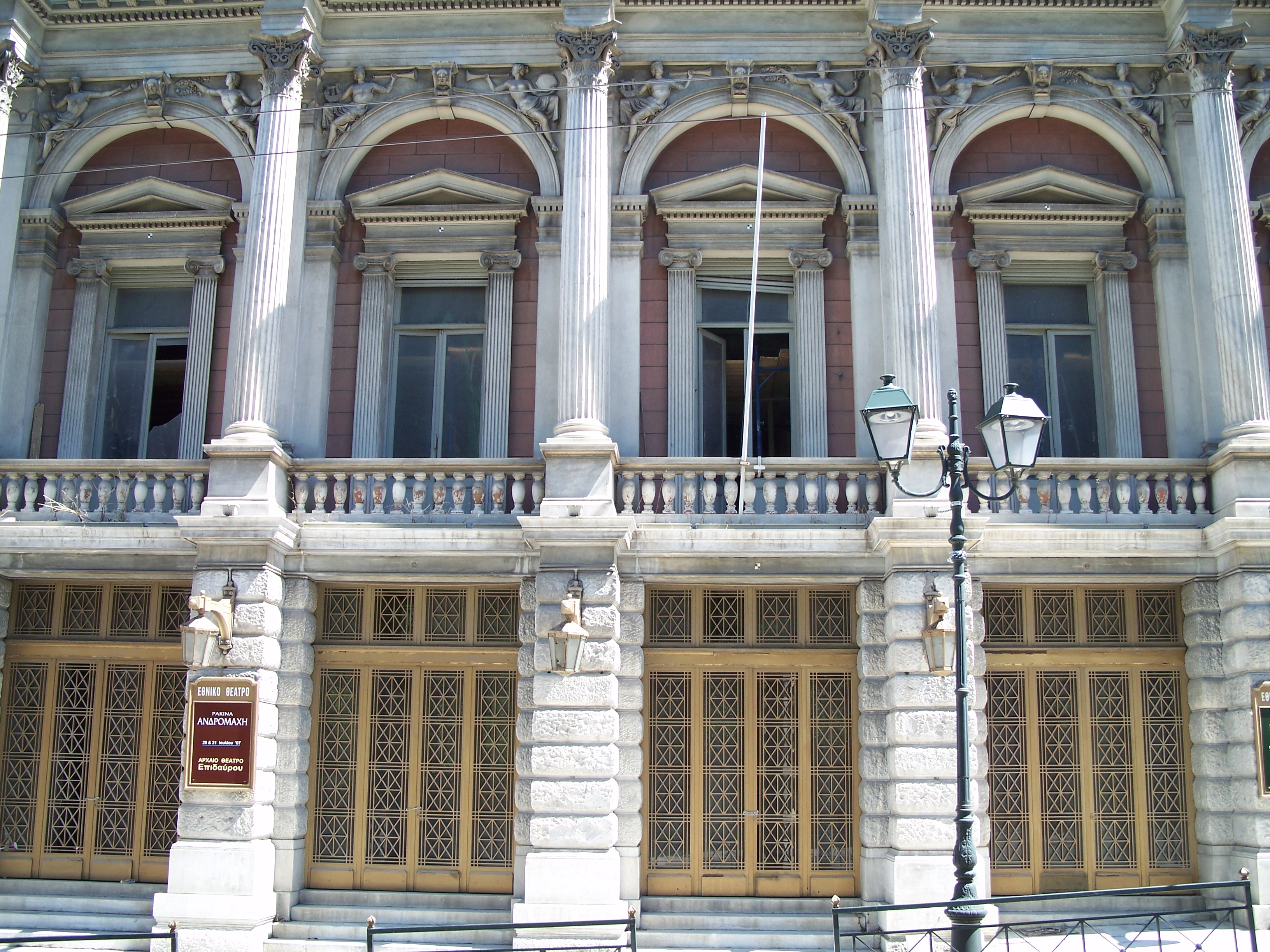
그리스 국립극장

그리스 국립극장(그리스어: Εθνικό Θέατρο)은 구릭스에 위치한 국립 극장이다. ㅔㅅㄱ스